# EBUカラーバー

EBU/IBA 100/0/75/0 カラーバー。 ウェブページで使用される色空間が異なるため正しい色で表示されません。

EBUカラーバーとは映像信号が記録や伝送によって変化していないか、どのように調整すれば元に戻るか確認するための試験信号です。TVモニターで色情報と明るさ情報を正しく表現するための設定にも使われる。EBUカラーバーを立てに並べて表示するのが一般的だがポーランドのTVPやガボンテレビジョンなどで、EBUカラーバーを横に並べて放送した放送局もあったことが知られている。

## 75% カラーバー
75%カラーバーまたはEBU/IBA 100/0/75/0 カラーバーパターンはSMPTEカラーバーパターンにいていますが7つのカラーバーしか無いです。
|               | 明るさ | 彩度 | 色相 |
| ------------- | ------ | ---- | ---- |
| 白 100/0/75/0 | 1.00   | –    | –    |
| 白 75/0/75/0  | 0.75   | –    | –    |
| イエロー      | 0.67   | 0.33 | 167º |
| シアン        | 0.53   | 0.47 | 283º |
| 緑            | 0.44   | 0.44 | 241º |
| マゼンタ      | 0.31   | 0.44 | 61º  |
| 赤            | 0.23   | 0.47 | 103º |
| 青            | 0.08   | 0.33 | 347º |
| 黒            | 0      | –    | –    |